# Pavel Vranický
Pavel Vranický, niem. Paul Wranitzky, także Wraniczky, Wranizky (ur. 30 grudnia 1756 w Neureisch, zm. 26 września 1808 w Wiedniu) – austriacki kompozytor, dyrygent i skrzypek czeskiego pochodzenia.

## Życiorys
Brat Antonína. Uczył się w szkole przy klasztorze norbertanów w Neureisch, a w latach 1770–1771 uczęszczał do gimnazjum jezuickiego w Igławie, gdzie uczył się śpiewu oraz gry na organach i skrzypcach. W 1771 roku rozpoczął studia teologiczne na uniwersytecie w Ołomuńcu. W 1776 roku wyjechał do Wiednia, gdzie kontynuował naukę w seminarium, na początku lat 80. porzucił jednak teologię i zajął się muzyką. Uczył się u Josepha Martina Krausa i Josepha Haydna. Od 1785 roku był dyrektorem muzycznym na dworze hrabiego Johanna Nepomuka Esterházyego. Kierował wiedeńskimi Theater am Kärntnertor i Burgtheater. Był także sekretarzem Tonkünstler-Sozialität.

## Twórczość
Za życia wysoko ceniony jako kompozytor i dyrygent. Kierował prawykonaniem I symfonii Ludwiga van Beethovena (1800). Napisał Symfonię C-dur na uroczystość koronacji Franciszka II w 1792 roku. Przyjaźnił się z W.A. Mozartem, z którym należał do jednej loży masońskiej. Skomponował m.in. singspiele Oberon, König der Elfen (1789), Rudolf von Felseck (1792), Merkur, der Heurat-Stifter (1793), Das Fest der Lazzaroni (1794), Die gute Mutter (1795), Johanna von Montfaucon (1799), Der Schreiner (1799), Das Mitgefühl (1804) i Die Erkenntlichkeit (1805), balety i muzykę do sztuk scenicznych, 51 symfonii, 5 koncertów na instrumenty solowe i orkiestrę, kwintety, ponad 80 kwartetów smyczkowych, kwartety na flet i smyczki, kwartety fortepianowe, tria smyczkowe, sonaty na instrument klawiszowy.
Twórczość Vranickiego należy do okresu dojrzałego klasycyzmu, jego utwory cechują się barwną orkiestracją i eksponowaniem możliwości poszczególnych instrumentów, kompozytor wykorzystał tutaj swoje doświadczenia jako dyrygent. Należał do czołowych symfoników wiedeńskich końca XVIII wieku, jego symfonie mają przeważnie budowę 4-częściową, niekiedy z wolnym wstępem. Odniósł też sukces jako autor dzieł scenicznych, wielkim powodzeniem cieszył się jego singspiel Oberon, König der Elfen z librettem Karla Ludwiga Gieseckego według Friederike Sophie Seyler. Utwór doczekał się licznych przedstawień i stanowił inspirację dla Czarodziejskiego fletu W.A. Mozarta z librettem Emanuela Schikanedera, który czerpie z niego pod względem muzycznym i tekstowym. Zachwycony Oberonem Johann Wolfgang von Goethe proponował Vranickiemu napisanie muzyki do drugiej części Czarodziejskiego fletu ze swoim własnym librettem, do czego jednak nie doszło.